# Fernie
Fernie es una ciudad canadiense situada en la provincia de Columbia Británica.

## Geografía
Está ubicado en el distrito de Kootenay este, en la provincia de la Columbia Británica. Está situada en la unión de Coal Creek con el río Elk.

## Historia
Hacia comienzos del siglo XX tenía una población de unos 4000 habitantes. Por aquella época su importancia radicaba en las extensas minas de carbón existentes en sus alrededores. Por entonces funcionaban unos 500 hornos de coque que abastecían a la mayor parte de las plantas de fundición del sur de la Columbia Británica.